# 제3해병사단 (미국)
제3해병사단(3rd Marine Division)은 미국 해병대의 사단이다. 제2차 세계 대전 당시 진주만 공격으로 일본에 대한 전쟁을 선포한 뒤에 창설되어 태평양 전역과 베트남 전쟁에 참전하였다. 별명은 "The Fighting Third→싸우는 제3사단", "Caltrap→→마름쇠"

## 역사

### 한국 전쟁
1951년 6월 창설된 제3해병여단을 기반으로 이듬해 1952년 1월 7일에 캘리포니아 주 캠프 펜들턴에서 재소집되었다. 1953년 8월 일본에 도착하여 극동 지역을 방어하는 임무를 수행하면서 한반도 전구에 있는 제1해병사단을 지원하였다. 휴전 후에는 1956년 3월에 오키나와현으로 건너가 주둔하기 시작하였다.

### 베트남 전쟁
베트남 전쟁에 개입하기로 결정하여 1965년 3월에 제3해병연대, 1대대가 첫 해병부대로서 베트남 공화국에 파견되었다.
1969년 11월, 사단은 베트남 전쟁에서 철수하고 오키나와현으로 건너가 주일 미군으로서 주둔하기 시작하였다.

### 테러와의 전쟁
2015년, 제9해병연대가 해산하였다.

## 부대

### 현재
- 사단 본부대대 - 캠프 커트니

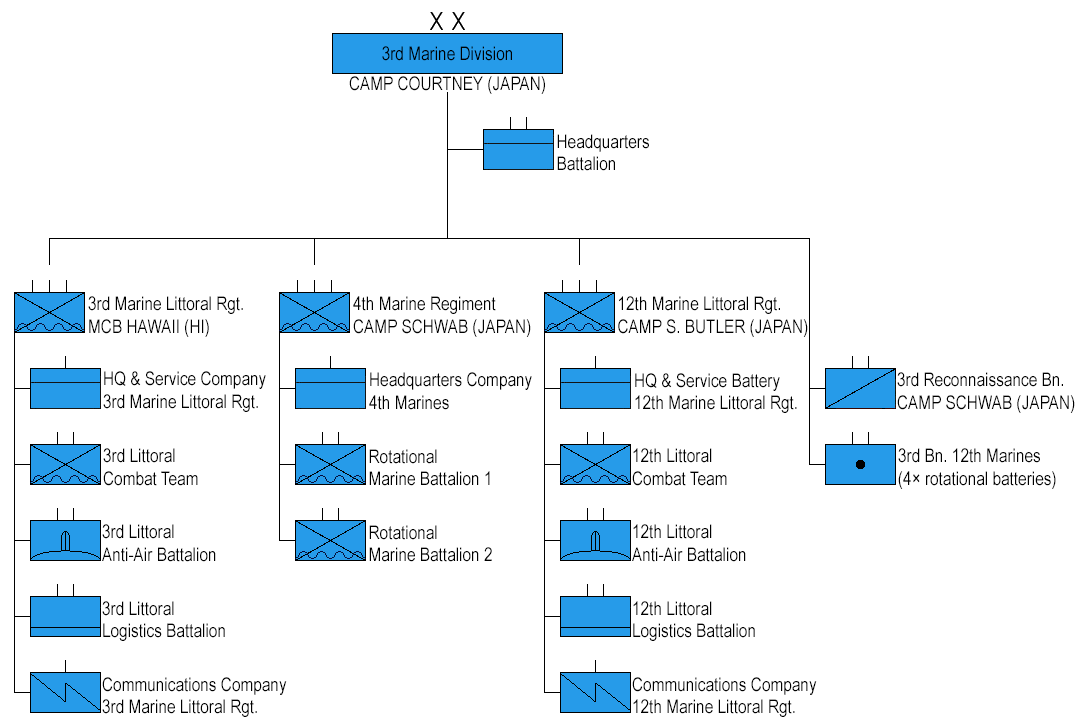
제3해병사단의 2025년 계층구조

- 제3해병연안연대 (보병) - MCB 하와이
- 제4해병연대 (보병) - 캠프 슈왑
- 제12해병연대 (포병) - MCBC 스메들리 D. 버틀러
- 제3수색대대 - 캠프 슈왑
- 정글전훈련소 - 캠프 곤살베스

### 제2차 세계 대전
- 제3해병연대 (보병)
- 제9해병연대 (보병)
- 제12해병연대 (포병)
- 제19해병연대 (공병); 1942년 ~ 1944년
- 제21해병연대 (보병)
- 제3전차대대

## 스트리머
| 스트리머                                | 연도                                      | 추가 설명                                              |
| --------------------------------------- | ----------------------------------------- | ------------------------------------------------------ |
| 해군부대표창 2개 동성장                 | 1965년–1968년 1968년–1971년 2001년–2003년 | 베트남 전쟁, 이라크 전쟁, 아프가니스탄 전쟁            |
| 우수부대표창                            | 2004년–2005년                             | 이라크 전쟁, 아프가니스탄 전쟁                         |
| 아시아-태평양 전역                      | 1942년–1946년                             | 제2차 세계 대전                                        |
| 제2차 세계 대전 전승                    | 1945년                                    | 제2차 세계 대전                                        |
| 중국 근무훈장                           | 1945년-1946년                             | 중국 북부 점령                                         |
| 국가방위근무훈장와 두개 동성장          | 1961년–1974년 1990년–1995년 2001년–현재   | 베트남 전쟁, 걸프 전쟁, 이라크 전쟁, 아프가니스탄 전쟁 |
| 베트남 근무훈장 2개 은성장과 3개 동성장 | 1965년–1971년                             | 꽝찌, 투아티엔, 꽝남, Quang Tin, 꽝응아이              |
| 테러와의 전쟁 근무훈장                  | 2001년–현재                               |                                                        |
| 베트남 용맹십자장 Palm                  | 1965년–1971년                             | 베트남 공화국 외국계 표창                              |
| 베트남 민간행동훈장                     | 1965년–1971년                             | 베트남 공화국 외국계 표창                              |

## 참고
- “History” (영어). 2017년 12월 21일에 확인함.
- “Lineage of 3d Mairne Division” (PDF) (영어). 2006년 12월 11일. 2017년 12월 21일에 확인함.
- “3rd Marine Division Medal of Honor Recipients” (영어). The Third Marine division Association. 2017년 12월 21일에 확인함.